# Buồng ion
Buồng ion hóa hay buồng ion là loại detector chứa khí đơn giản nhất, được sử dụng rộng rãi trong các thiết bị phát hiện và đo lường một số loại bức xạ ion hóa như tia X, tia gamma và các hạt beta.
Thông thường thuật ngữ "buồng ion hóa" dùng để chỉ các detector thu nhận được tất cả các điện tích được tạo ra bởi ion hóa trực tiếp trong buồng khí thông qua việc sử dụng điện trường. Nó chỉ sử dụng các điện tích rời rạc được tạo ra bởi mỗi tương tác giữa bức xạ tới và chất khí, và không liên quan đến cơ chế nhân khí khí được sử dụng bởi các công cụ đo bức xạ khác, chẳng hạn như bộ đếm Geiger-Müller hoặc bộ đếm tỷ lệ .
Các buồng ion có đáp ứng đồng đều cao với bức xạ trên một dải rộng năng lượng, và là phương tiện được ưa thích để đo mức cao của bức xạ gamma. Chúng được sử dụng rộng rãi trong ngành công nghiệp điện hạt nhân, phòng thí nghiệm nghiên cứu, chụp X quang, sinh học phóng xạ (radiobiology), và quan trắc môi trường .